# Rock progresivo
El rock progresivo, también conocido como prog rock, es un subgénero de la música rock que se popularizó en el Reino Unido, con posterior desarrollo en Alemania, Canadá, Italia, Estados Unidos y Francia durante mediados y finales de los años 60 y 70. Se desarrolló a partir del folk progresivo, de la música clásica, del jazz rock y del proto-prog. Se originó, al igual que el art rock, como un intento de dar mayor peso y credibilidad artística a la música rock. Las bandas abandonaron el corto sencillo pop en favor de técnicas de instrumentación y de composición más frecuentemente asociadas con el jazz o la música clásica en un esfuerzo por dar a la música rock el mismo nivel de sofisticación musical y respeto de la crítica. Algunas canciones fueron reemplazadas por suites musicales que a menudo se extendían hasta 20, 30 o incluso 40 minutos de duración y contenían influencias sinfónicas, temas musicales ampliados, letras de contenido filosófico-esotérico y orquestaciones complejas.
El rock progresivo vio un alto nivel de popularidad en toda la década de 1970, especialmente a mediados de esta. Bandas y músicos como Kansas, Mike Oldfield, Pink Floyd, Rush, Yes, Jethro Tull, King Crimson, Camel, Genesis, Emerson, Lake & Palmer y The Alan Parsons Project fueron los grupos más influyentes del género y fueron algunos de los actos más populares de la época, aunque hubo muchas otras bandas, a menudo altamente influyentes, que experimentaron un menor grado de éxito comercial. La popularidad del género se desvaneció durante la segunda mitad de la década. El consenso mayoritario sostiene que el surgimiento del punk rock causó esto, aunque en realidad una serie de factores contribuyeron a esta disminución. Bandas de rock progresivo lograron éxito comercial hasta bien entrada la década de 1980, aunque con formaciones cambiadas y estructuras de las canciones más compactas.
El género surgió a partir de los experimentos de rock clásico de bandas como The Moody Blues, Procol Harum y The Nice de la década de 1960.[cita requerida] La mayor parte de las bandas destacadas del auge del género de 1970 entran en la categoría rock sinfónico, en el que orquestaciones y técnicas de composición clásicas se funden con la música rock. Existen otros subgéneros, incluyendo el más accesible rock neoprogresivo de la década de 1980, el sonido de Canterbury de los años 1960 y 1970 influenciado por el jazz, y el Rock in Opposition de finales de 1970 y en adelante, más político y experimental. El rock progresivo ha influido en géneros como el Krautrock, la New Wave y el Post-Punk. Un reavivamiento, a menudo conocido como New Prog, se produjo a comienzos del siglo XXI y ha disfrutado de un seguimiento de culto desde entonces. Y es por eso por lo que las bandas de rock progresivo han influido de buena manera en el mundo de la música.

### Fuentes del rock progresivo

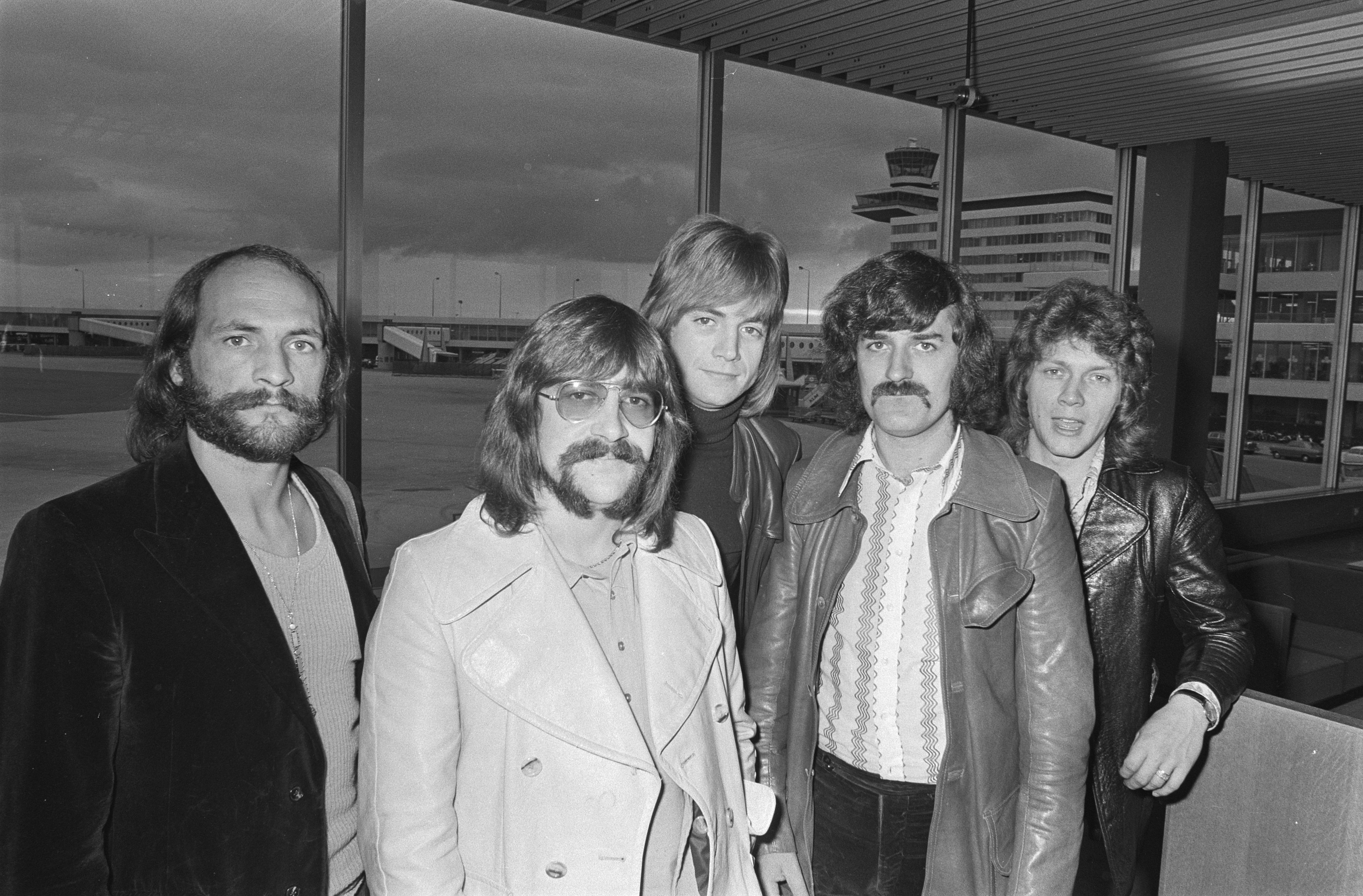
The Moody Blues, Uno de los pioneros del rock sinfónico a fines de los 60 con su Days of Future Passed

### Primeras bandas

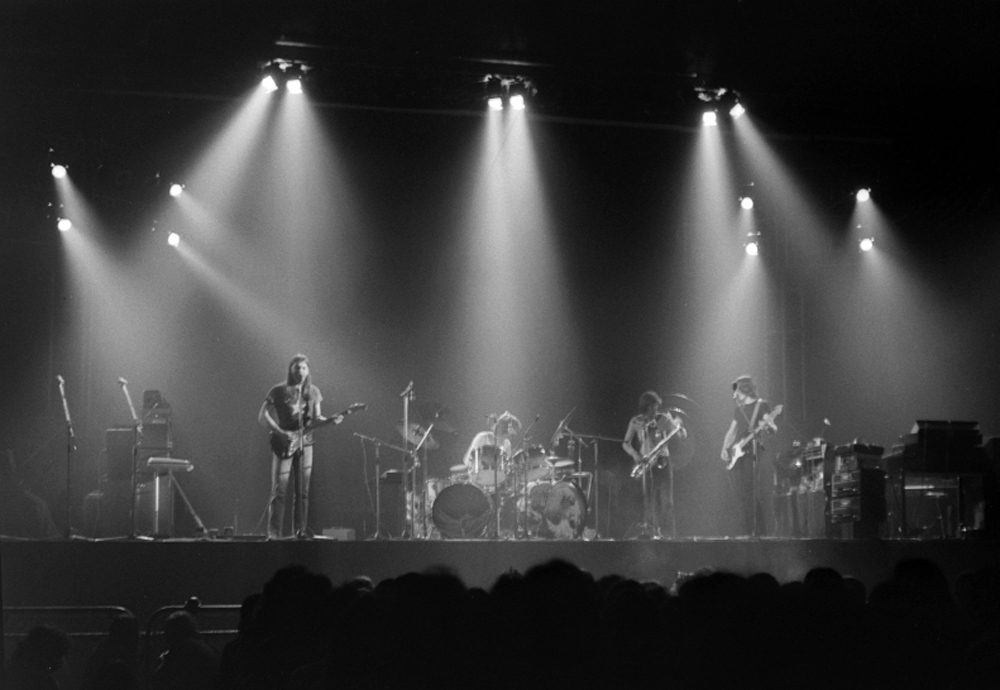
Pink Floyd interpretando el Album "The Dark Side of the Moon" en Earls Court, Londres, 1973

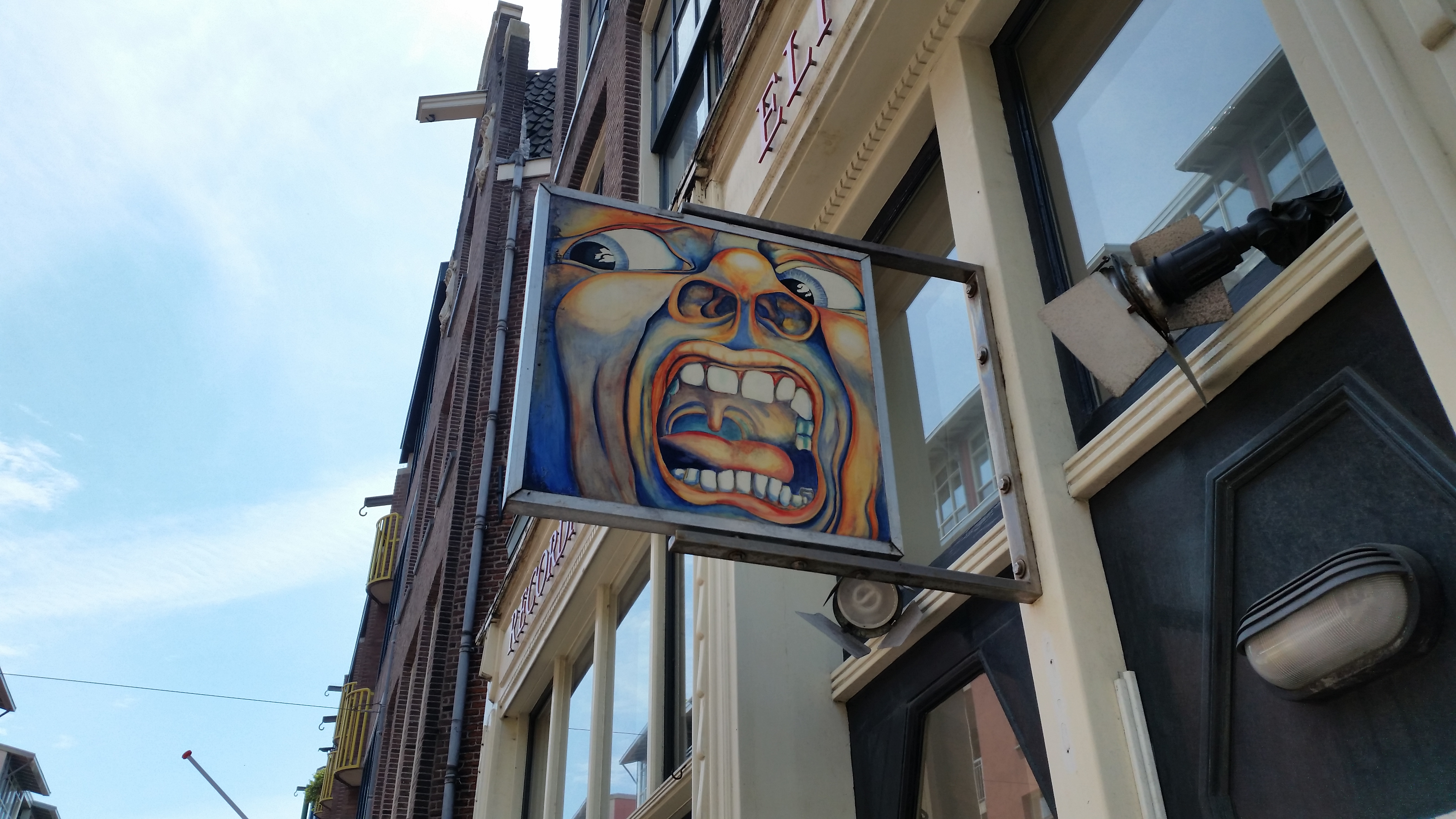
Imagen en la calle de la portada del Álbum "In The Court Of The Crimson King" de King Crimson (Obra considerada el primer álbum de Rock Progresivo)

### Pico de popularidad y ocaso

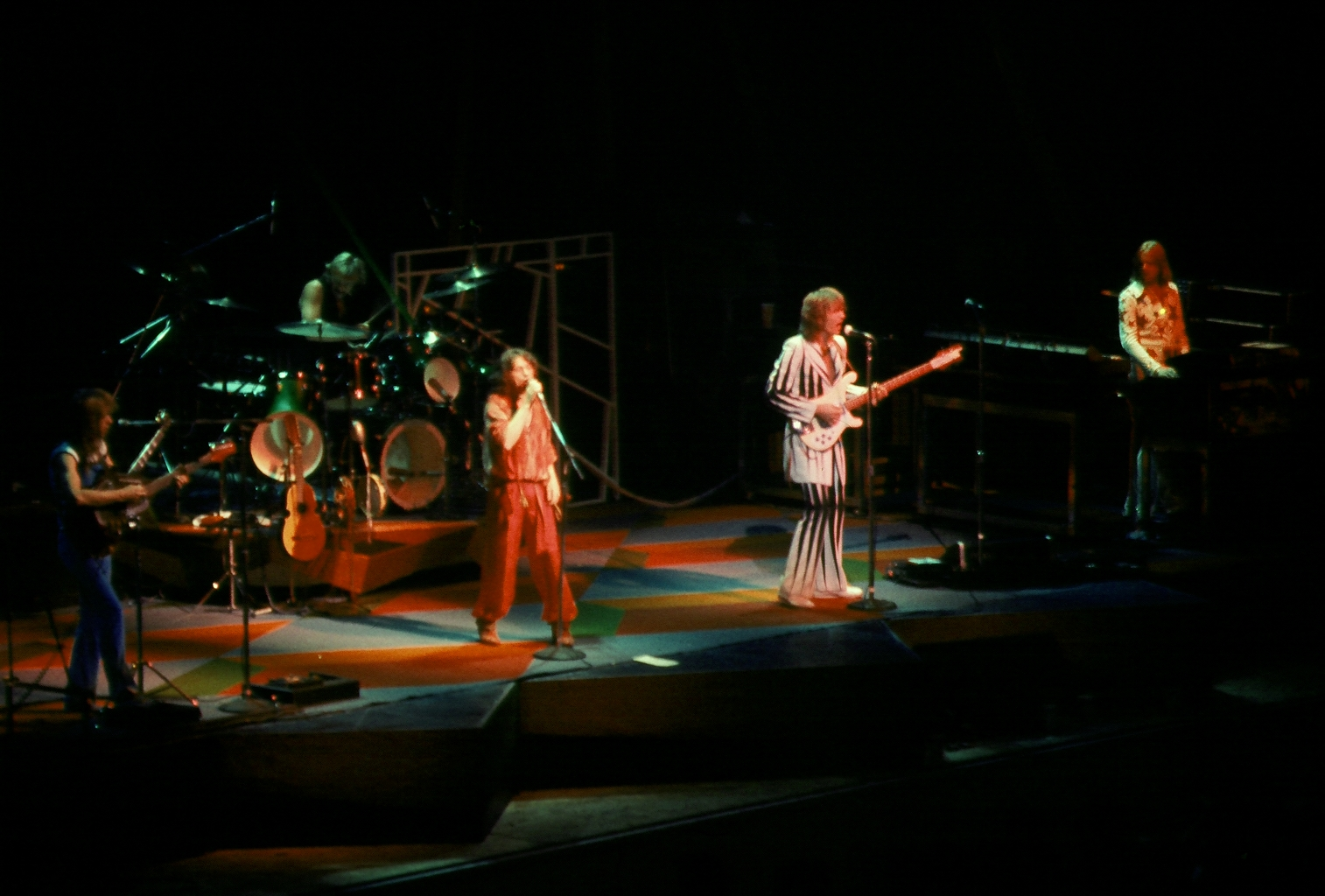
Yes en vivo en Indianápolis, 1977.

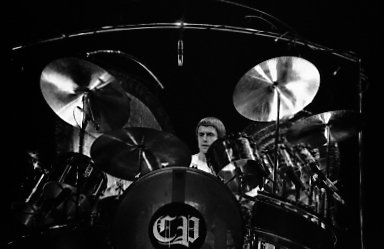
El baterista Carl Palmer de Emerson, Lake & Palmer tocando en el Maple Leaf Gardens de Toronto, 3 de febrero de 1978

### Renacimiento en la década de 1980

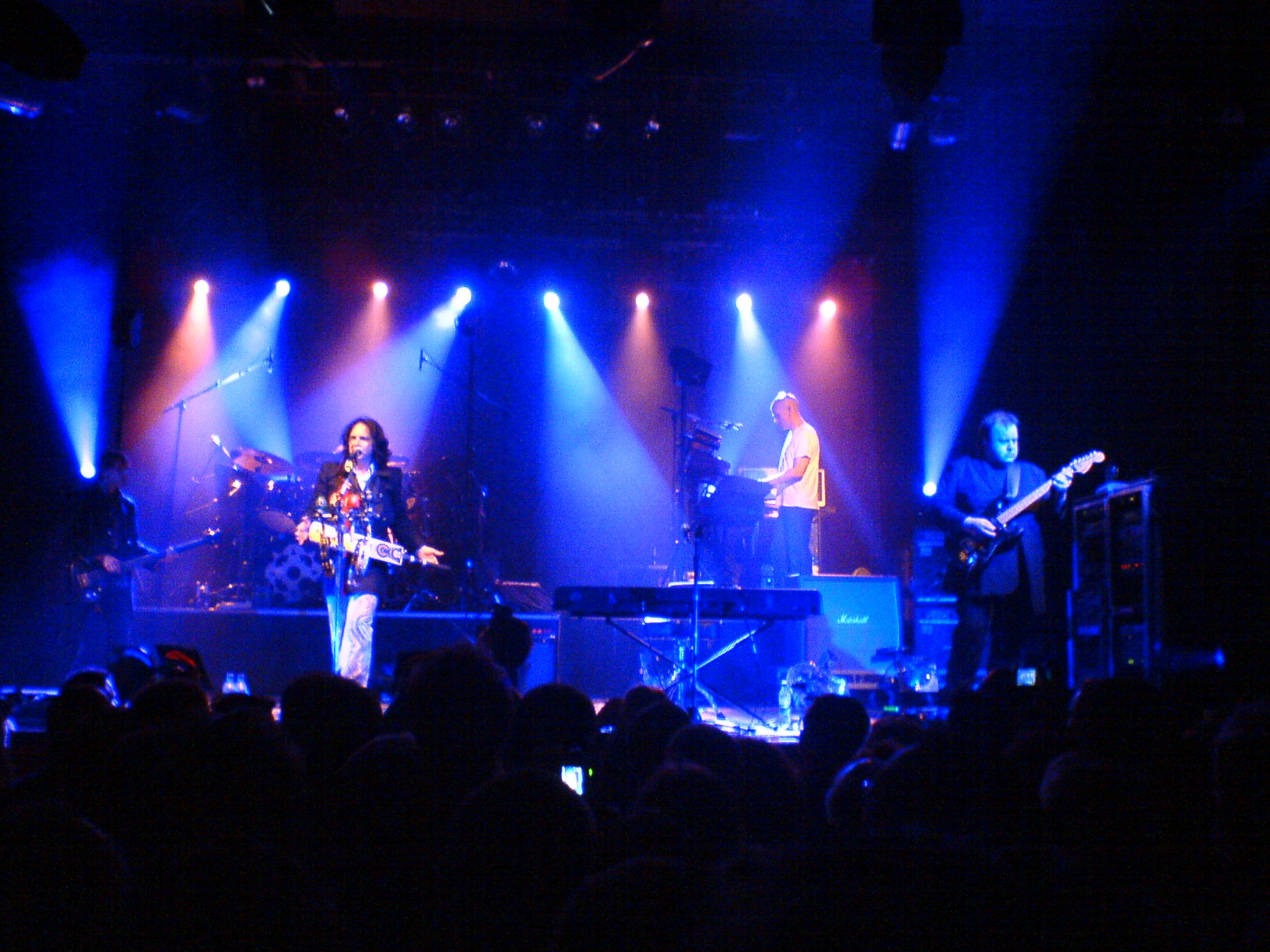
Marillion interpretando en 2007

### Décadas de 1990 y 2000

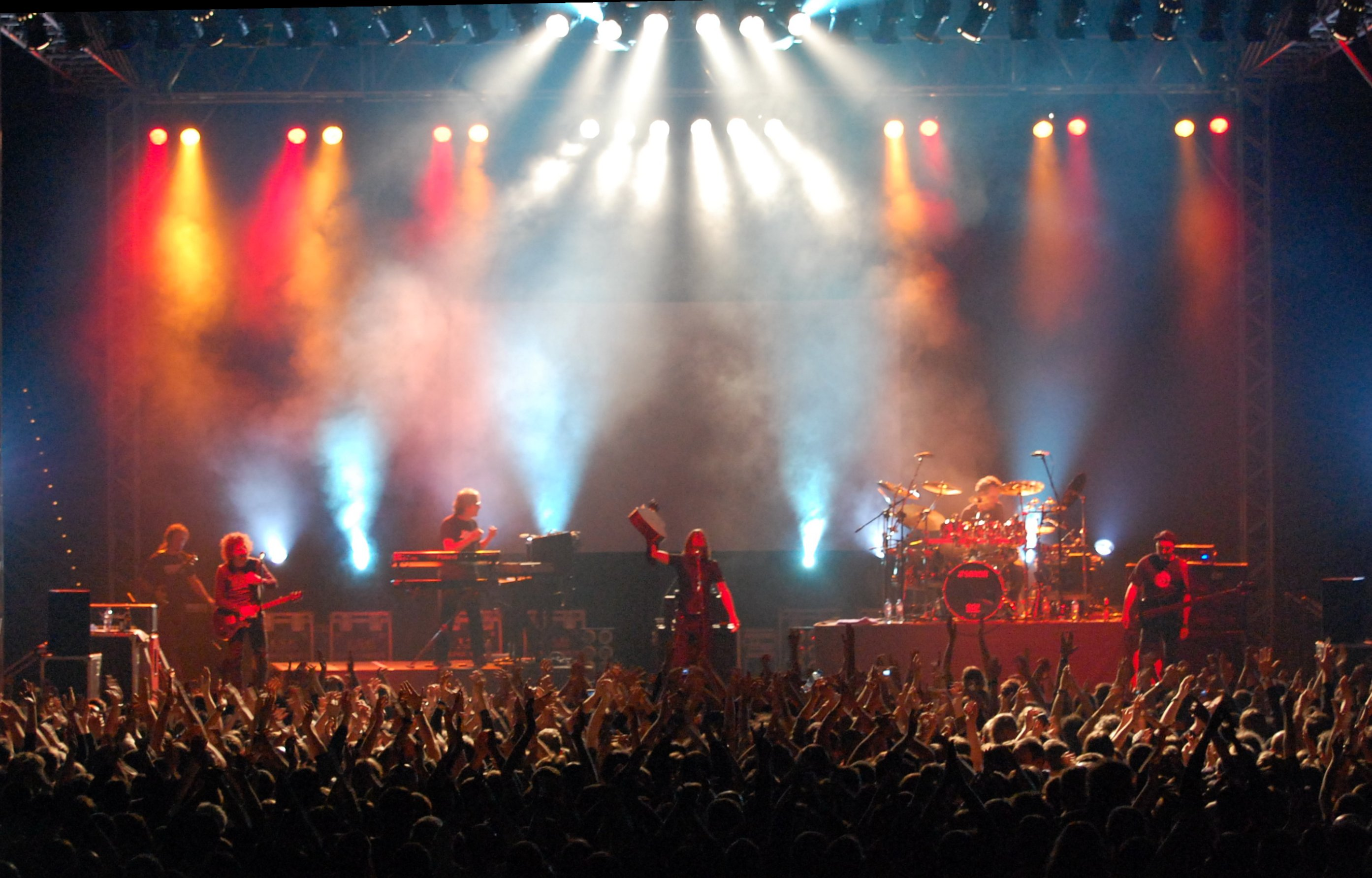
Porcupine Tree en 2007

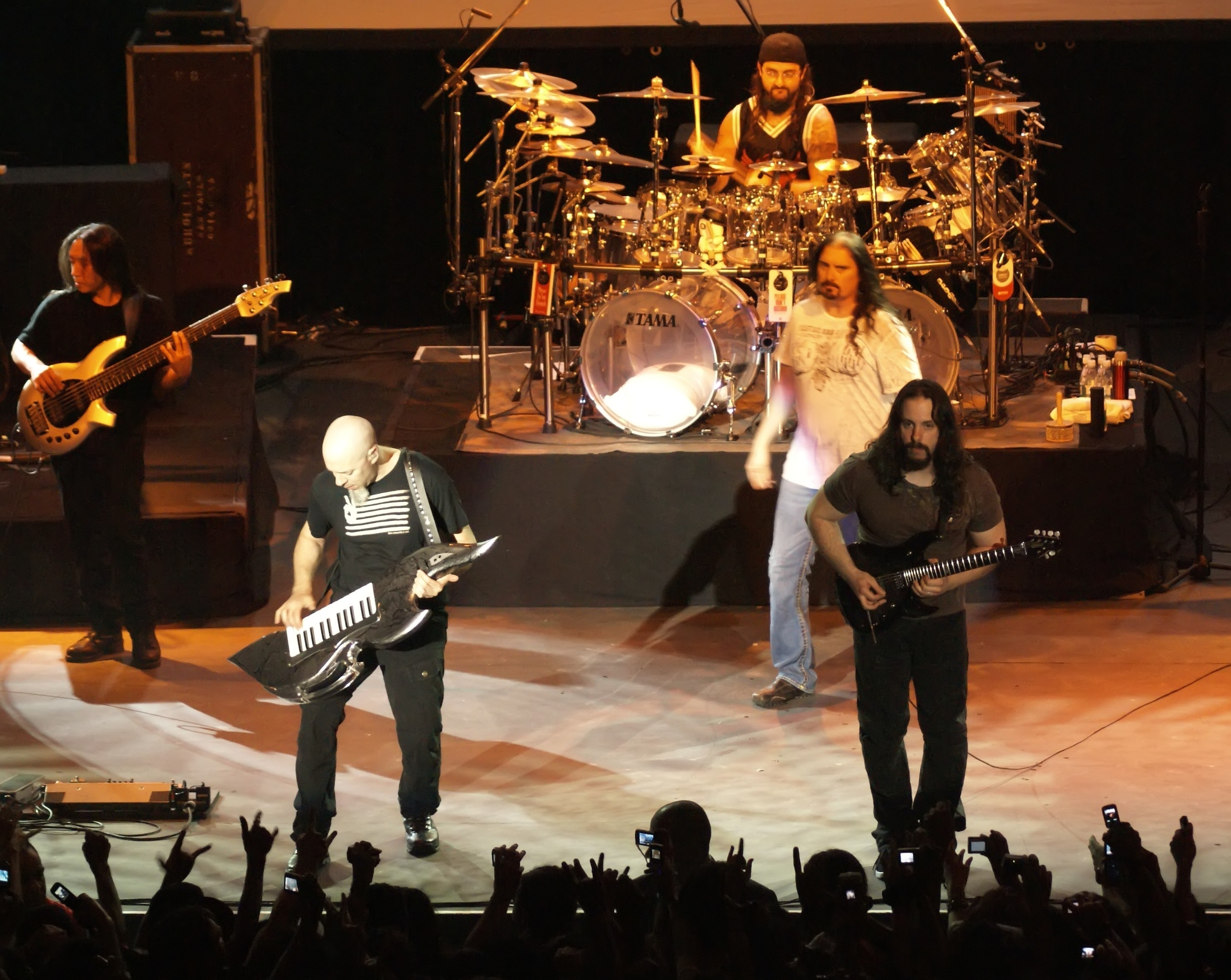
Dream Theater en 2008

## Rock progresivo en Hispanoamérica

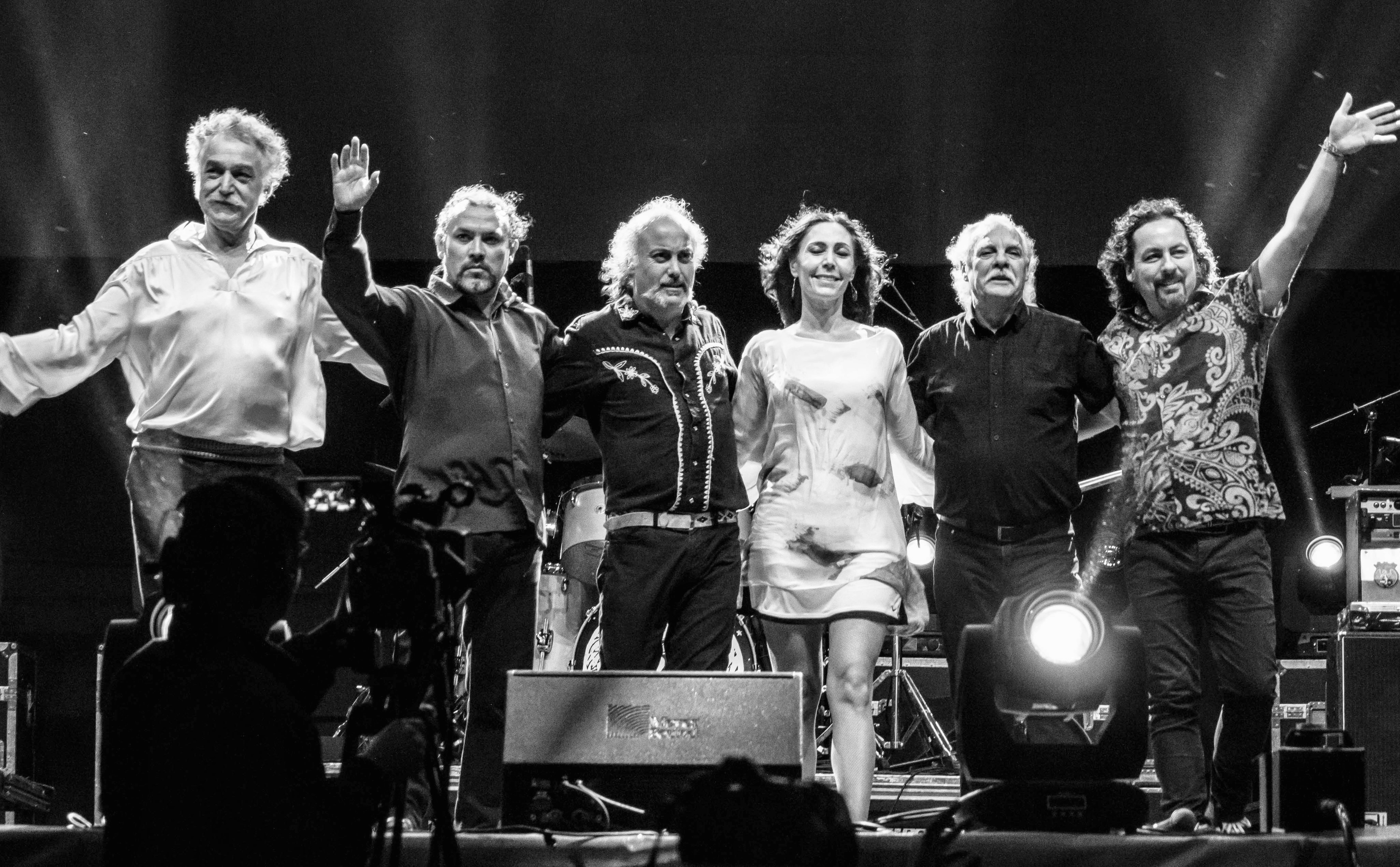
Concierto de Los Jaivas en 2017 (Mayores Exponentes del Rock Progresivo Latinoamericano en Chile)

## Sonido

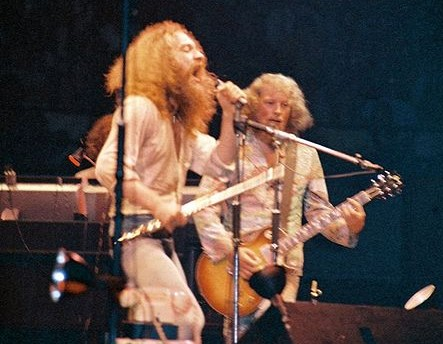
Jethro Tull en vivo, 1973

## Historia